# Bohultagölen
Bohultagölen är en sjö i Gislaveds kommun i Småland och ingår i Nissans huvudavrinningsområde. Sjön är 6,7 meter djup, har en yta på 0,014 kvadratkilometer och är belägen 170 meter över havet.